# 三角關係
三角關係，亦稱做三角戀、三角戀愛、三角戀情，是指一個三個人的群體在同一時期中，陷入了類似以下的狀況。如其中兩人愛上同一個人，或一個已有伴侶的人正好愛上群體中的另一個人等。
三角戀，是多角戀的一種。

## 概略
戀愛於近年普遍被認為是達成婚姻的前一階段，因此，在現今一對一配偶的制度下，所謂的戀愛即可以很自然的理解為是一對一戀愛的狀況。但是當感情產生變化，並且有第三者介入後，有些人可能與新來的第三個人發生戀愛關係，因此稱做三角關係的戀愛關係就由此產生了。
同時與兩名伴侶有戀愛關係即稱之為腳踏兩條船。當這三者彼此的戀愛關係皆存在，則三角關係即正式成立。另外，若是發生在婚姻關係成立之後，則也可以稱之為婚外情。
三角關係也可發生在同性伴侶之間，與異性伴侶沒有分別。

## 三角關係的破綻
戀愛以及婚姻這方面的人際關係，愛情跟彼此信賴佔了很重要的影響。但是三角關係會對伴侶造成不小的背叛。顯而易見的問題就有因為三角關係而使得一對戀人的戀愛關係產生了很大的分岐，最後致使婚姻關係產生破綻的狀況並不是非常稀奇的事。離婚原因的前三名的相關原因，都是因為婚姻中存有與其他關係，且處置得不好所造成的。

## 相關創作

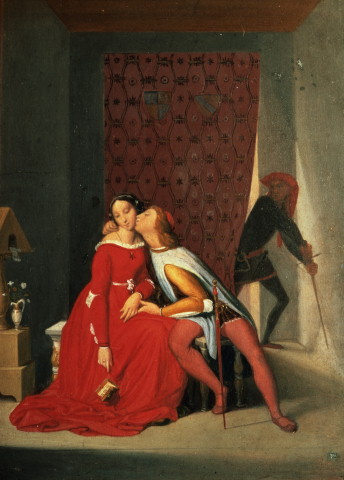
Gianciotto Discovers Paolo and Francesca，安格尔於1819年绘。吉昂乔托发现他的妻子弗朗切斯卡正和自己的弟弟保罗相欢爱，典故出自但丁的《神曲》。

自古以來，與日常中可能發生的三角關係相關的文學、電影、小說等的描繪一直以來都非常的多。近年來特別是在電視劇及漫畫上頻繁的取出來做為主題。特別是在電視劇常常以浪漫喜劇的方式一起呈現。而漫畫中男女的戀愛主題則是和愛情喜劇的劇情一起產生，這一類的作品甚至會去描繪比三角關係還要更多重的數量，或是更複雜的戀愛關係。

## 相關項目
- 一夫多妻制
- 一妻多夫制
- 三人性行为
- 情夫、情婦
- 情敵
- 炮友
- 三角家庭
- 性派對